# Припливи та відпливи (збірка)
Припливи та відпливи (ang. Within the Tides)  — збірка з чотирьох раніше неопублікованих оповідань Джозефа Конрада, виданих у 1915 році.
У Польщі збірка вийшла 1928 року у складі «Колективних журналів» з передмовою Стефана Жеромського, перекладеною Терезою Татаркевичовою. У 1974 році збірка побачила світ у новому перекладі Марії Скібнєвської.

## Зміст
- Плантатор Малати (Planter of Malata),
- Партнер (Partner),
- Корчма «Під двома відьмами» (Inn of the two witches)
- Через долари (Because of the dollars).

Оповідання Через долари має два варіанти назви в перекладі: Через долари або За долари.